# Aplecus validus
Aplecus validus är en tvåvingeart som beskrevs av Jean-Jacques Kieffer 1913. Aplecus validus ingår i släktet Aplecus och familjen gallmyggor.
Artens utbredningsområde är Tanzania. Inga underarter finns listade i Catalogue of Life.